# Rivière Saint-Antoine (rivière Saint-Jean)
Pour les articles homonymes, voir Saint-Antoine.
La rivière Saint-Antoine est un affluent de la rivière Saint-Jean (Lavaltrie), coulant sur la rive nord du fleuve Saint-Laurent, dans la région administrative de Lanaudière, au Québec, au Canada.

## Géographie
Ce cours d’eau traverse les municipalités de Lavaltrie et Lanoraie.
Le cours de cette rivière descend vers le nord-est sur la plaine du Saint-Laurent en parallèle et entre l’autoroute 40 et la rive nord du fleuve Saint-Laurent, du côté nord-ouest du village de Lanoraie en traversant des zones forestières et agricoles.
La rivière Saint-Antoine prend sa source de ruisseaux forestiers, sur le côté sud-est de l'autoroute 40, dans Lavaltrie.
Cette source est située au nord-ouest de la rive nord du fleuve Saint-Laurent, à l'ouest du centre de Lavaltrie et  au nord-est du centre de la presqu’île de la ville de L'Assomption.
La rivière Saint-Antoine coule sur environ 7 km, selon les segments suivants :
- vers le nord-est dans Saint-Sulpice, jusqu’à la limite de Lavaltrie ;
- vers le nord dans Lavaltrie, jusqu’à la route 131 ;
- vers le nord-est, jusqu’à la limite de Lanoraie ;
- vers l'est dans Lanoraie, jusqu’à la confluence de la rivière[2].

La rivière Saint-Antoine se déverse sur la rive nord-ouest de la rivière Saint-Jean. La confluence de la rivière Saint-Antoine est située à :
- au nord-ouest de la rive nord du fleuve Saint-Laurent ;
- au nord de la confluence de la rivière Saint-Jean ;
- au sud-est de l’autoroute 40.

## Toponymie
Le toponyme rivière Saint-Antoine a été officialisé le 5 décembre 1968 à la Commission de toponymie du Québec.